# Cărpinenii
Cărpinenii (węg. Csángótelep) – wieś w Rumunii, w okręgu Covasna, w gminie Estelnic. W 2011 roku liczyła 3 mieszkańców.